# Loo (Bergeijk)
Loo, soms ook Terlo genaamd, is een kleine kern ten westen van het dorp Bergeijk, in de Nederlandse provincie Noord-Brabant. Hij had 1777 inwoners op 1 januari 2024.
- Loo is bekend om zijn natuurtuin 't Loo, die door het IVN en de Bergeijkse bijenhoudersvereniging in het jaar 2000 werd geopend op het terrein van een verlaten sportveld. De kleedruimte werd omgebouwd tot bezoekerscentrum 'De Wingerd'. Niet alleen is 't Loo een heemtuin, er zijn ook allerlei voorzieningen aangebracht voor insecten, zoals graafwespen. Verder zijn er poelen gegraven. De tuin is gratis te bezichtigen

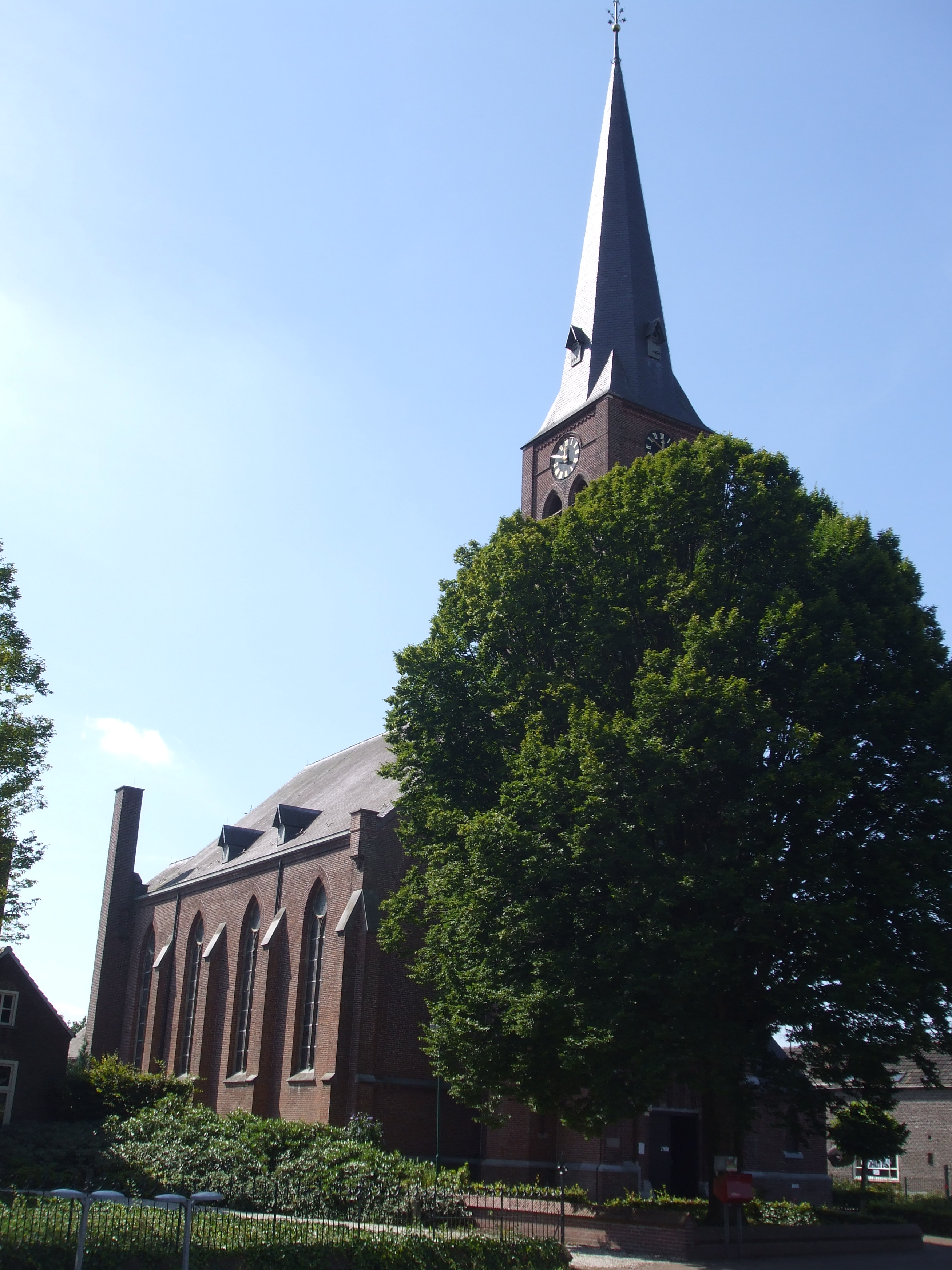
kerk

- De Sint-Petrus'-Bandenkerk is een neogotische kerk die is ontworpen door Carl Weber. Ze stamt uit 1863 en heeft een toren uit 1896 naar een ontwerp van Caspar Franssen.
- Het Mariakèske bevindt zich op de plaats van de vroegere schuurkerk, niet ver van de huidige kerk. Het werd in 1958 gebouwd als oefening door leerlingen van de ambachtsschool. Ook hier vond vandalisme plaats en werd het beeldje vernield. In 1983 werd het kèske gerestaureerd en het beeldje vervangen.

## Nabijgelegen kernen
Bergeijk, Weebosch, Luyksgestel.